# アルフレート・アインシュタイン
アルフレート・アインシュタイン（ドイツ語: Alfred Einstein, 1880年12月30日 - 1952年2月13日）は、アメリカへ帰化したドイツの音楽学者・音楽史家。

## 生涯
1880年、ミュンヘンで生まれた。法律学を専攻していたが、やがて音楽学に転じ、後期ルネサンス音楽ならびに初期バロック音楽、特にヴィオラ・ダ・ガンバ音楽の研究で博士号を取得。1918年、"Zeitschrift für Musikwissenschaft"誌の主筆となり、次いで"Münchner Post"紙の音楽批評欄を担当。1927年、"Berliner Tageblatt"誌で音楽評論を担当。このころ、作曲家ハインリヒ・カスパール・シュミット（de:Heinrich Kaspar Schmid）と親交を結んだ。
ナチスの台頭による亡命
1933年にナチが台頭するとドイツからロンドンに亡命。次いでイタリアに移り、1939年にはアメリカ合衆国に亡命。スミス大学、コロンビア大学、プリンストン大学、ミシガン大学、ハートフォード大学ハート音楽院（en:University of Hartford Hartt School）で音楽学を教えた。
1952年にカリフォルニア州コントラコスタ郡エルサリートで死去し、同地のSunset View Cemeteryに埋葬された。

## 研究内容・業績
専門は音楽史研究全般で、ヴォルフガング・アマデウス・モーツァルトの音楽の研究、とりわけケッヘル目録の改訂やケッヘル・アインシュタイン番号、著書『モーツァルト、その人間と作品』などがよく知られている。ただし、アインシュタインの死後にモーツァルトの自筆譜などの新資料が発見され、新モーツァルト全集において研究が進められているため、アインシュタインの著作の内容のうち、作曲年代の推定などについては今日では否定されているものがあり注意が必要である。

## アルベルト・アインシュタインとの関係
著名な物理学者であるアルベルト・アインシュタインの親族であるとされており、従弟とする資料 もあるが、無関係とする資料もある。モイゼス・アインシュタイン（Moyses Einstein）を7代前の共通の先祖とする説もある（これに従うなら両者は六従兄弟 sixth cousin、すなわち傍系14親等の関係になる）。一方、アルベルトの娘エーファは、アルベルト・アインシュタインの家系図にアルフレートの名は登場しないと主張している。ちなみに、アルベルトも音楽好きでヴァイオリンの演奏が趣味であった。

## 著作
日本語訳された著書
- 『モーツァルト その人間と作品』浅井真男訳、白水社 1961
  - 新装版 1979・1997年
- 『シューベルト 音楽的肖像』浅井真男訳、白水社 1963
  - 新装版 1978・2009年
- 『音楽における偉大さ』浅井真男訳、白水社 1966
  - 新装版 1978・2010年
- 『音楽と音楽家』浅井真男共訳、白水社 1968
- 『音楽と文化』浅井真男共訳、白水社 1969

- 『音楽史 History of Music』大宮真琴・寺西春雄・平島正郎・皆川達夫訳、ダヴィッド社 1956